# La Fortaleza
La Fortaleza (die Festung) ist die offizielle Residenz des Gouverneurs von Puerto Rico. Die auch unter dem Namen Palacio de Santa Catalina bekannte Anlage wurde zwischen 1533 und 1540 gebaut, um den Hafen von San Juan zu verteidigen. Es ist die älteste Exekutivresidenz in der Neuen Welt und ein UNESCO-Welterbe.

## Struktur
La Fortaleza war die erste Verteidigungsanlage in San Juan und gehörte mit dem Fort San Felipe del Morro und dem Fort San Cristóbal zu einer Reihe von militärischen Strukturen. Die Konstruktion wurde von Karl V. als Schutz gegen die Angriffe der europäischen Mächte und der Kariben autorisiert.
Ursprünglich bestand sie aus vier Mauern, die einen inneren Patio mit einem runden Turm (Homage Tower) einschlossen. Von der Spitze des Turmes sprach der Gouverneur nach militärischer Tradition Treueeide zur Queen und zum König von Spanien. Später entstand ein zweiter Turm (Austral Tower).
Während der Rekonstruktion im Jahre 1640 wurde die Kapelle von Santa Catalina, die sich ursprünglich außerhalb der Mauern befand, abgerissen und in die Mauern integriert, was zu dem alternativen Namen führte.
Derzeit besteht der Komplex aus einigen angefügten Gebäuden mit formellen Zimmern auf der zweiten und Privatzimmern auf der dritten Etage. Er überragt die hohen Stadtmauern an der Bucht und im nördlichen Umkreis des Hauses gibt es geschützte Gärten und ein Schwimmbad.

## Geschichte
Seit dem 16. Jahrhundert dient das Bauwerk als Residenz/Amtssitz des Gouverneurs von Puerto Rico. Am 27. November 1822 wurde diese Tradition offiziell bestätigt. Bei einem massiven Umbau im Jahre 1846 verwandelte man das militärische Erscheinungsbild in eine Palast-Fassade. 170 Gouverneure haben in dort residiert und neben vielen anderen Würdenträgern waren hier 1961 US-Präsident John F. Kennedy und seine Frau Jacqueline zu Gast.
Die Festung wurde zweimal erobert. 1598 griff George Clifford, der dritte Herzog von Cumberland, San Juan an. 1625 eroberte der niederländische General Boudewijn Hendrick (Balduino Enrico) die Stadt und die Festung. Beim Rückzug der Niederländer wurde beides in Brand gesetzt.
Gemäß der Überlieferung zerschlug der letzte spanische Gouverneur von Puerto Rico 1898, kurz bevor die USA die Insel übernahmen, mit seinem Schwert eine Standuhr in La Fortaleza, so dass die stehengebliebene Uhr den Zeitpunkt markierte, an dem Spanien die Kontrolle über Puerto Rico verlor.
Am 30. Oktober 1950 inszenierten vier puerto-ricanische Nationalisten einen Angriff am Eingang von La Fortaleza. Drei von ihnen wurden von Polizisten erschossen.
Die Festung wurde am 9. Oktober 1960 zu einer National Historic Landmark erklärt und am 15. Oktober 1966 in das National Register of Historic Places eingetragen. 1983 wurde das Bauwerk zusammen mit der San Juan National Historic Site unter der Bezeichnung La Fortaleza und San Juan National Historic Site in Puerto Rico in die Liste des UNESCO-Welterbes aufgenommen.

## Bilder

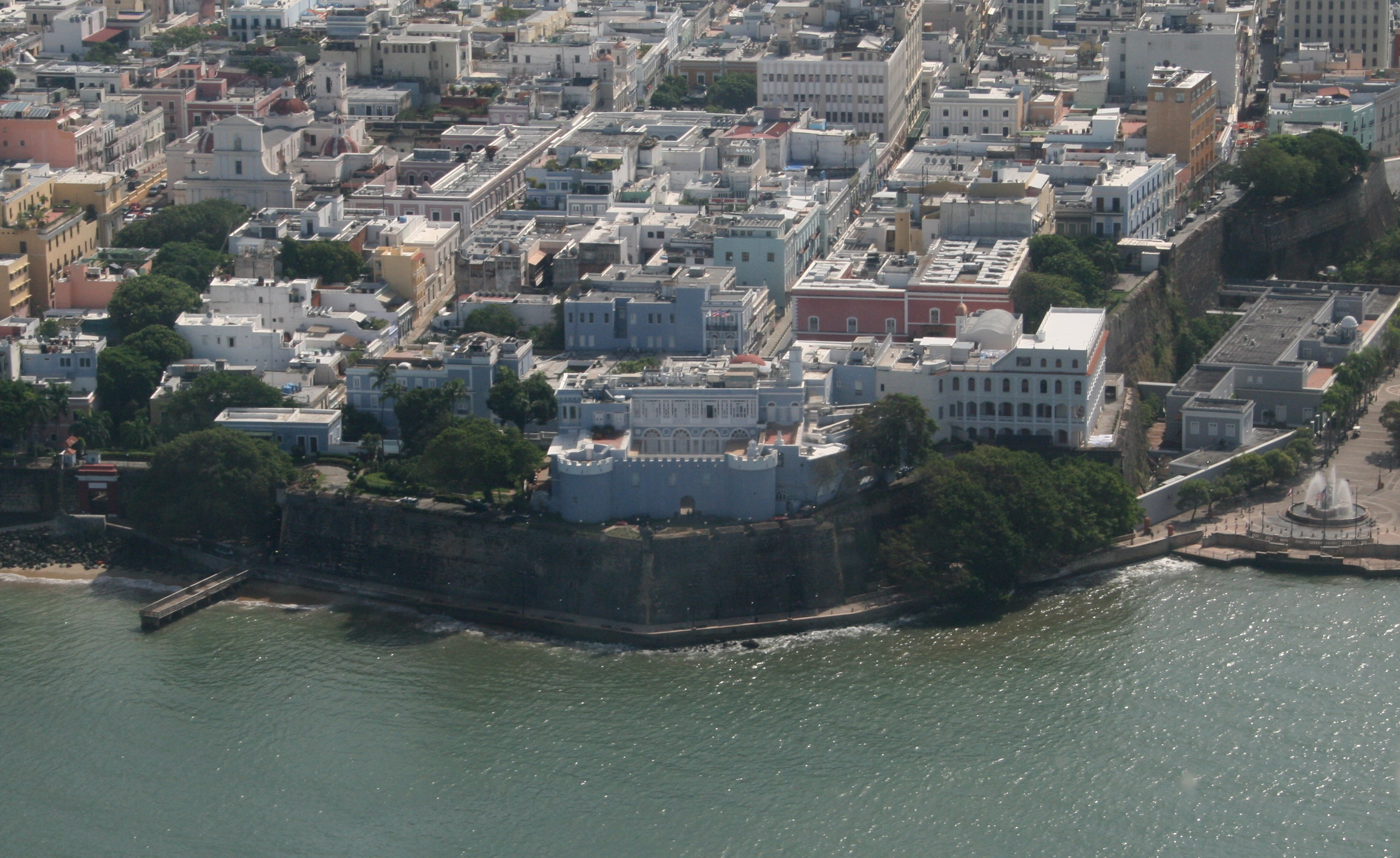
Luftaufnahme
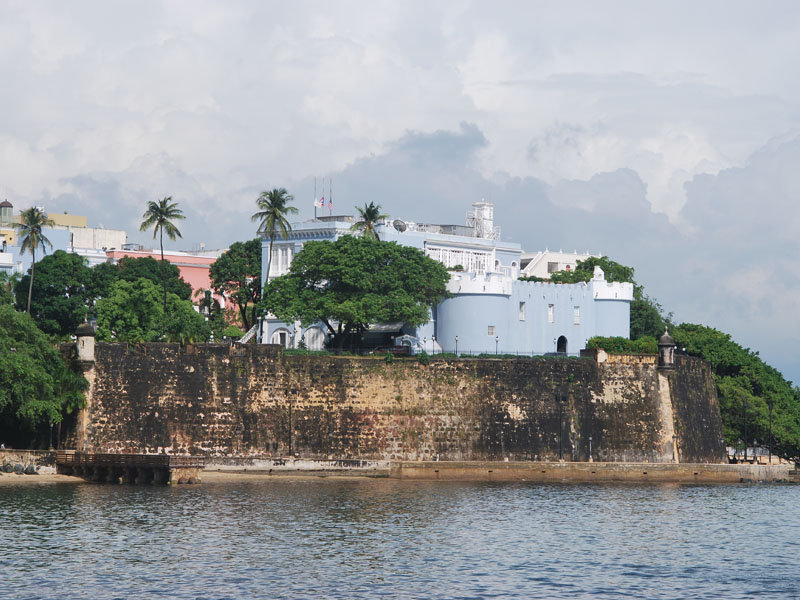
Ansicht vom Meer aus
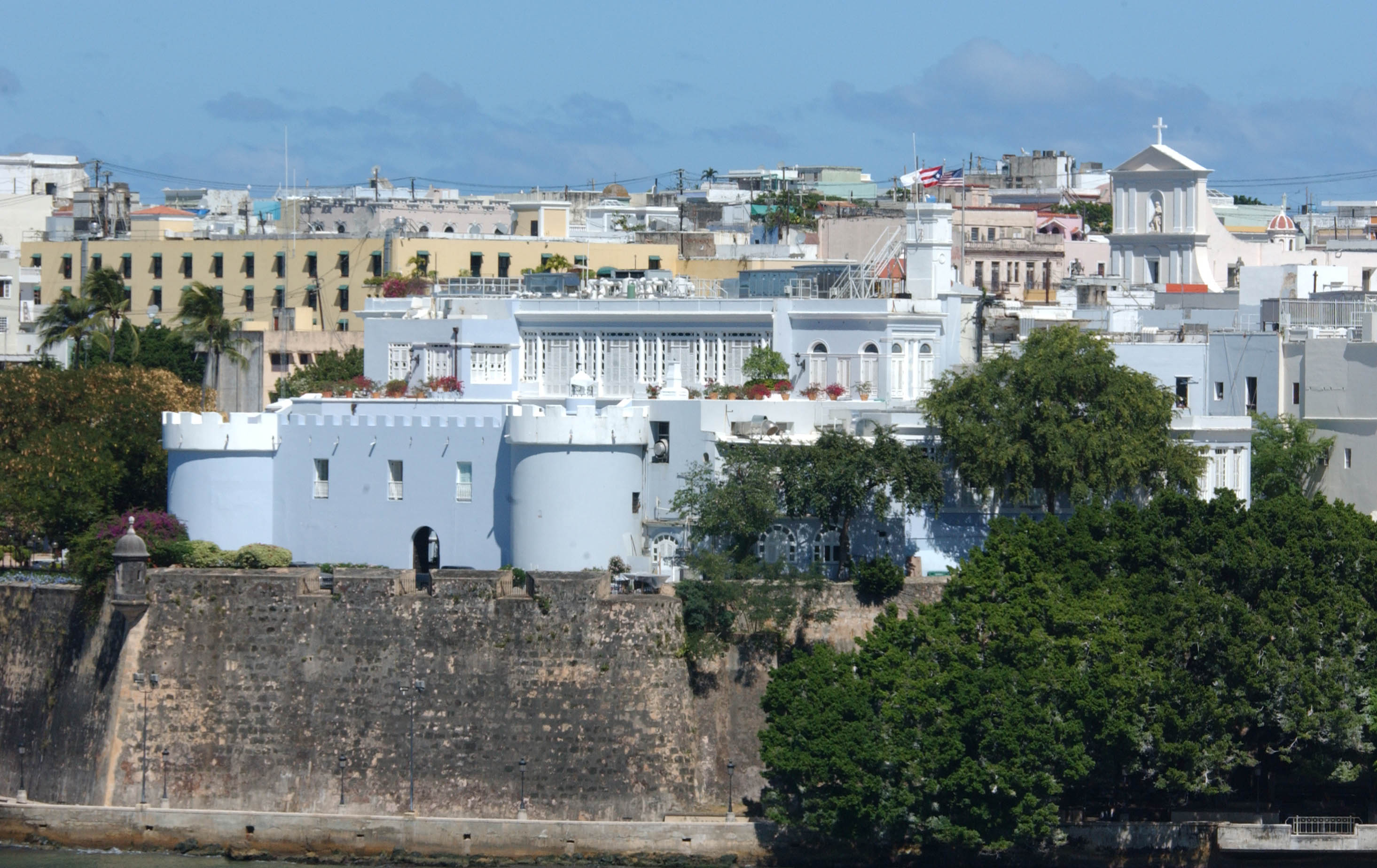
Ansicht vom Meer aus
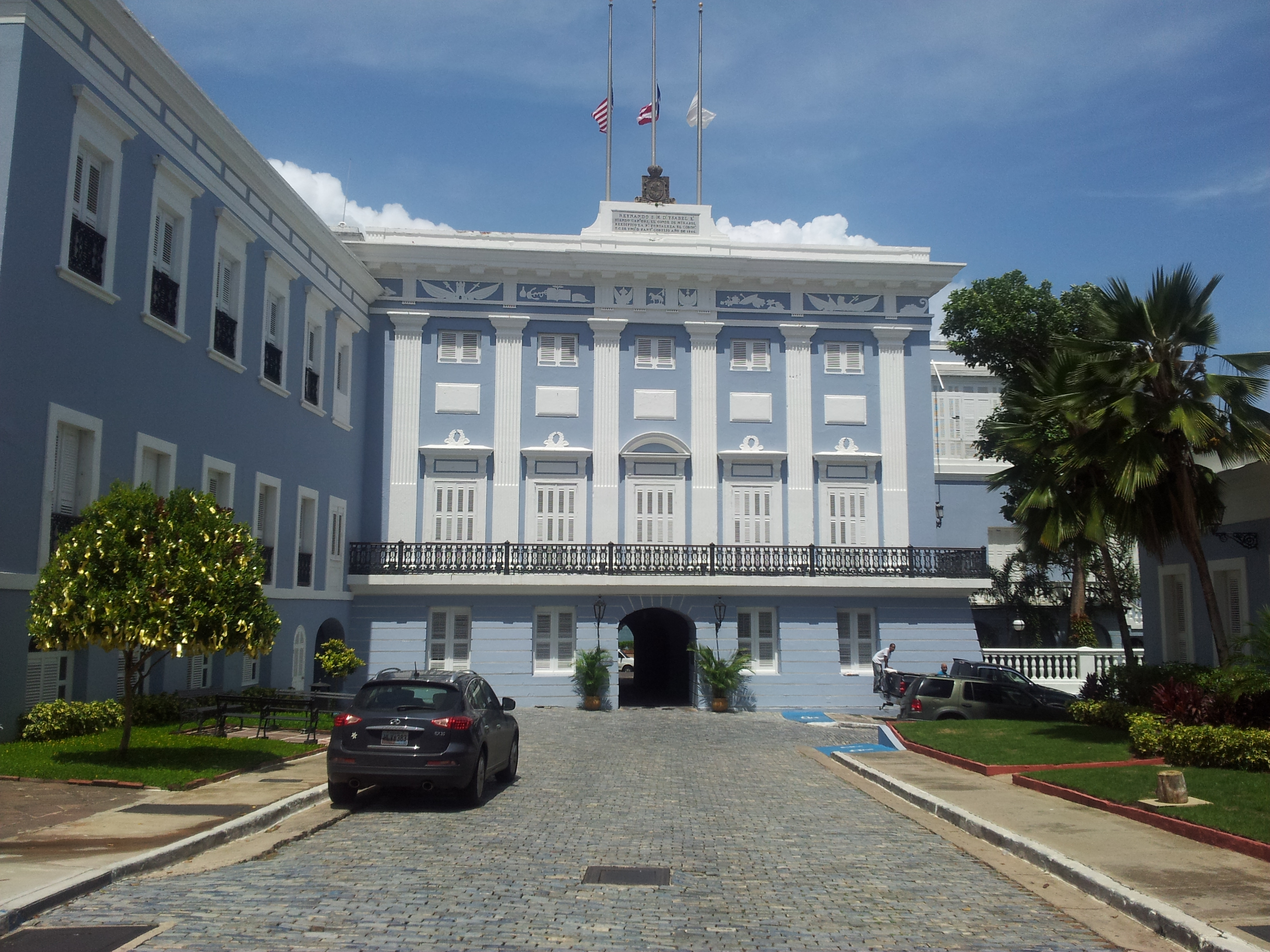
Residenzgebäude